# Ange-Jean-Robert Eustache Angel
Ange-Jean-Robert Eustache dit Angel (Anvers, 15 octobre 1813 - Paris, 14 mai 1861) est un auteur dramatique français.

## Biographie
Collaborateur des rubriques théâtrales du Cabinet de lecture, de la France maritime et du Moniteur des théâtres, ses pièces ont été représentées sur les plus grandes scènes parisiennes du XIXe siècle : Théâtre du Palais-Royal, Théâtre de l'Ambigu-Comique, Théâtre de la Porte Saint-Antoine, Gymnase des enfants etc.

## Œuvres
- Les Brasseurs du faubourg, vaudeville en 1 acte, 1832
- Le Beau Jour, ou Une coutume flamande, vaudeville en 1 acte, 1833
- Jeune Fille et Jeune Fleur, ou les Deux Pâquerettes, comédie-vaudeville en 1 acte, 1835
- Julia, ou les Dangers d'un bon mot, comédie-vaudeville en 2 actes, avec Veyrat, 1836
- Un dernier jour de vacances, tableau anecdotique en 1 acte, mêlé de couplets, 1836
- Bébé, ou le Nain du roi Stanislas, comédie historique en 1 acte, mêlée de couplets, 1837
- La Dot de Cécile, comédie-vaudeville en 2 actes, avec de Lurieu et Emmanuel Théaulon, 1837
- Un colonel d'autrefois, comédie-vaudeville en 1 acte, avec Mélesville et Gabriel de Lurieu, 1837
- L'Oncle d'Afrique, vaudeville en 1 acte, avec Veyrat, 1837
- Un trait de Joseph II, ou Pour ma mère, comédie historique en 1 acte, mêlée de couplets, 1837
- Les Commères de Bercy, vaudeville en 1 acte, avec Xavier Veyrat, 1838
- Les Filles savantes, comédie vaudeville en 1 acte, 1838
- Un premier bal, esquisse en 1 acte, mêlée de couplets, 1838
- Les Belles Femmes de Paris, vaudeville en un acte, avec Eugène Vanel, 1839
- À la vie, à la mort !, vaudeville en 1 acte, 1840
- Jean-Bart, ou les Enfans d'un ami, vaudeville en 1 acte, 1840
- Le Mari de la fauvette, opéra comique en 1 acte, avec de Villeneuve, 1840
- Les Marins d'eau douce, vaudeville en un acte, avec Veyrat et de Villeneuve, 1840
- Au Vert Galant !, vaudeville en deux actes, 1842
- Les Physiologies, comédie-vaudeville en 1 acte, avec Veyrat, 1842
- Trois femmes, trois secrets, comédie-vaudeville en 1 acte, 1845
- L'Inconnue de Ville-d'Avray, comédie-vaudeville en 1 acte, avec de Villeneuve, 1846
- L'Homme aux 160 millions, comédie-vaudeville en 2 actes, avec Veyrat et Ferdinand de Villeneuve, 1847
- Une femme exposée, vaudeville en 1 acte, avec Déaddé Saint-Yves, 1849
- Mademoiselle Carillon, vaudeville en 1 acte, avec Saint-Yves, d'après Goethe, 1849
- Çà et là, (recueil d'articles), 1852
- Un spahi, comédie-vaudeville en 1 acte, avec Louis Cordiez, 1854